# 国際輸出管理レジーム
国際輸出管理レジーム（こくさいゆしゅつかんりレジーム、英語: Multilateral export control regime, MECR）は、大量破壊兵器や通常兵器の不拡散の観点から、国際間の物品、技術等の移動制限について多国間で取り決める安全保障貿易管理の枠組みをいう。

## 概要
第二次世界大戦中に日本に対して使用され、その後数カ国が保有するに至った核兵器や、イラン・イラク戦争で使用された化学兵器や生物兵器などの一般市民を巻き込む兵器、さらに一般の兵器や送達手段であるミサイルを含め、その国際間の移動を制限することで安全保障を図るべく、国際間で具体的に制限する項目や具体的な技術上の内容などについて各国の代表者が話し合い、明確に取り決めるものである。依拠となり、補完する国際条約として核拡散防止条約（NPT）、生物兵器禁止条約（BWC）、化学兵器禁止条約（CWC）がある。
他の国際レジームと同様に、国家主権から独立して世界政治で影響を与えることができる。日本における主管省庁は経済産業省で、貿易経済協力局貿易管理部が実務を担当している。

## 種類
現在機能しており、日本が参加する国際貿易管理レジームには次の4つがある。
- 原子力供給国グループ （Nuclear Suppliers Group, NSG）

1974年にインドが核実験を成功させたことを背景として、核兵器の製造、開発等に使用される可能性のある製造設備等の輸出規制を目的として1978年に発足した。2017年現在の参加国数は48か国。
- オーストラリア・グループ （Australia Group, AG）

イラン・イラク戦争における化学兵器使用を背景に1985年にオーストラリアの呼びかけで発足。化学兵器と生物兵器の原材料及び製造設備等の輸出規制を行うことが目的。2017年現在の参加国数は41か国。
- ミサイル技術管理レジーム （Missile Technology Control Regime, MTCR）

1980年代初頭におけるミサイル開発の活発化を背景に核兵器の運搬に寄与し得るミサイル、その部分品及び製造設備等の輸出規制を行うことを目的として1987年に発足、1992年7月には生物・化学兵器を含む大量破壊兵器を運搬可能なミサイルに対象が広がった。2017年現在の参加国数は35か国。
- ワッセナー・アレンジメント （The Wassenaar Arrangement, WA）

地域の安定を損なうおそれのある通常兵器（核兵器、生物兵器、化学兵器、それらの運搬手段であるミサイル以外の兵器）の過剰な蓄積を防止する観点から輸出管理を行うことを目的として1996年に発足。2017年12月現在の参加国数は42か国。
この他、任意参加で、法的拘束力を持たないグループとして下記がある。
- ザンガー委員会 （Zangger Committee, ZC）

1970年、スイスのクロード・ザンガー（Claude Zangger）教授の提唱により、核拡散防止条約（NPT）第3条2項の供給の規制の対象となる原子力専用核物質、設備及び資材の具体的範囲について非公式に協議が行われた。1974年8月22日に参加国間の合意文書が国際原子力機関（IAEA）事務局長に送られ、9月3日にIAEA文書『INFCIRC/209』として公表され、各国が輸出規制を行うガイドラインとした。2017年現在の参加国数は39か国。

## 関連法令
国際間で取り決めた内容に合わせ、日本国内においても関連する法律、政令、省令などが制定、改正され、必要に応じて経済産業省等から通達が出される。具体的な仕様を定める省令は毎年のように改正が行われている。政令および省令の別表に輸出を禁止、制限する品目と地域を列記して輸出を管理しているため、リスト規制と呼ばれる。

### 法律
- 外国為替及び外国貿易法 （昭和24年法律第228号。略称：外為法）

### 政令
- 輸出貿易管理令 （昭和24年政令第378号。略称：輸出令） - 外為法第48条に基づき、輸出を制限する物品の品目について規定。
- 外国為替令 （昭和55年政令260号。略称：外為令） - 外為法第25条に基づき、輸出を制限する技術、役務の品目について規定。

### 省令
- 輸出貿易管理令別表第1及び外国為替令別表の規定に基づき貨物又は技術を定める省令 （平成3年通商産業省令第49号。略称：貨物等省令） - 輸出貿易管理令によって輸出が制限された物品の品目の仕様について規定。
- 貿易関係貿易外取引等に関する省令 （平成10年通商産業省令第8号。略称：貿易外省令） - 外国為替令によって輸出が制限された技術、役務の品目の仕様について規定。

### 通達
- 輸出貿易管理令の運用について （略称：運用通達）
- 外国為替及び外国貿易法第二十五条第一項及び外国為替令第十七条第二項の規定に基づき許可を要する技術を提供する取引又は行為について （略称：役務通達）
- 包括許可取引要領 （略称：包括要領）
- 輸出許可・役務取引許可・特定記録媒体等輸出等許可申請に係る提出書類及び注意事項等について （略称：提出書類通達）